# Biomphalaria rhodesiensis
Biomphalaria rhodesiensis е вид коремоного от семейство Planorbidae.

## Разпространение
Видът е разпространен в Замбия, Малави и Танзания.